# Brouchaud
Brouchaud település Franciaországban, Dordogne megyében. Lakosainak száma 217 fő (2022. január 1.). Brouchaud Ajat, Cubjac-Auvézère-Val d'Ans, Gabillou, Limeyrat és Montagnac-d’Auberoche községekkel határos.

## Népesség
A település népességének változása:
| Lakosok száma | 200  | 161  | 212  | 206  | 221  | 227  | 218  | 213  | 211  | 217  |
|               | 1968 | 1982 | 1990 | 2006 | 2013 | 2015 | 2017 | 2019 | 2020 | 2022 |